# Gawin Królewska Wola
Gawin Królewska Wola – polski klub piłkarski z siedzibą w Królewskiej Woli.
Został założony w 1999 roku, przez przedsiębiorcę meblowego Andrzeja Gawina, który przejął grający w Lidze Okręgowej klub Zenit Międzybórz, któremu groził upadek ze względu na trudną sytuację finansową. Klub z powodzeniem występował w III lidze (nowej II lidze).
Po rundzie jesiennej sezonu 2008/2009 klub rozwiązał kontrakty z zawodnikami i trenerami po zakończeniu rundy jesiennej. Prezes Andrzej Gawin chciał wycofać klub z rozgrywek, ale po ofercie fuzji z wrocławską Ślęzą założonej przez prezesa tego klubu - Bogdana Ludkowskiego postanowił dalej inwestować w sport. Do rundy wiosennej klub przystąpił pod nazwą Ślęza Wrocław. Na koniec swojego ostatniego sezonu zajął 3. miejsce.

## Sezon po sezonie
| Sezon   | Liga                        | Pozycja | Punkty | Z/R/P   | Bramki | Uwagi |
| ------- | --------------------------- | ------- | ------ | ------- | ------ | ----- |
| 2003/04 | IV liga (grupa dolnośląska) | 5       | 61     | 18/7/9  | 64:36  |       |
| 2004/05 | IV liga (grupa dolnośląska) | 1       | 79     | 25/4/5  | 77:30  | awans |
| 2005/06 | III liga (grupa III)        | 4       | 46     | 12/10/8 | 45:36  |       |
| 2006/07 | III liga (grupa III)        | 3       | 52     | 15/7/8  | 48:33  |       |
| 2007/08 | III liga (grupa III)        | 3       | 57     | 17/6/7  | 59:29  |       |
| 2008/09 | II liga (grupa zachodnia)   | 1       | 40     | 12/4/3  | 39:18  | [ 1 ] |

| Oznaczenie kolorami |
| ------------------- |
| III poziom ligowy   |
| IV poziom ligowy    |